# Mbassis
Pour les articles homonymes, voir Mbassi.
Mbassis est un village au sud de Bacobof dépendant de la communauté rurale de Tattaguine et du département de Fatick au Sénégal.
Village de brousse vivant essentiellement de culture vivrières (mil, sorgho, oignons, pastèques, bissap, arachides) les arbres fruitiers (manguiers, papayers, anacardiers, pamplemoussiers et citronniers) et d'élevage bovin et ovin (zébus, moutons, chèvres) quelques chevaux et les ânes servent à tirer les charrettes.
Il est relié par une piste de 7 à 8 km au bourg de Thiadiaye où se trouve le dispensaire le plus proche où les villageois se font soigner. Il faut pour y accéder environ 1h de charrette.
Les enfants sont scolarisés à M'bassis qui possède une école primaire et qui prévoit de faire un collège.
C'est un paysage de brousse typiquement sénégalais, avec beaucoup d'épineux, des fromagers, des palmiers rôniers et bien sûr des baobabs.
L'association O'FOG-Fraternite y apporte un soutien au développement.
Le lycée Georges Desclaude de Saintes (Charente-Maritime) possède un partenariat et se rendait sur place chaque année afin d'aider au développement du village.